# 河南豐山站
河南豐山站（：／ Hanam pungsan yeok */?）是首都圈電鐵5號線沿線的一座地下車站，位於韓國京畿道河南市德豐洞。命名時為了避免與楓山站混淆，因此於豐山的字樣前刻意添加「河南」二字作為站名。
本站原訂於2020年6月27日開通營運，但由於COVID-19疫情擴散，通車日期被推遲至同年8月8日。

## 車站結構
站體為2面2線側式月台的地下車站，候車月台設有月台幕門，並有8處出口。

### 月台配置
| 渼沙 ↑     |
| \| 上      |
| ↓ 河南市廳 |

| 月台 | 路線             | 目的地                             |
| ---- | ---------------- | ---------------------------------- |
| 上行 | ●首都圈電鐵5號線 | 上一洞、千戶、杏堂、木洞、傍花方向 |
| 下行 | ●首都圈電鐵5號線 | 河南市廳、河南黔丹山方向           |

## 歷史
- 2019年5月29日：车站名称确认为河南豐山站。
- 2020年8月8日：落成啟用。
- 2021年3月27日：河南線第二階段路線通車，本站不再作為終點站使用。

## 車站周邊
- 德豐119消防安全中心
- 視覺公園
- 河南市나룰圖書館
- 豐山高校
- 德豐中學
- 河南豐山初等學校
- E-mart河南店

## 圖片

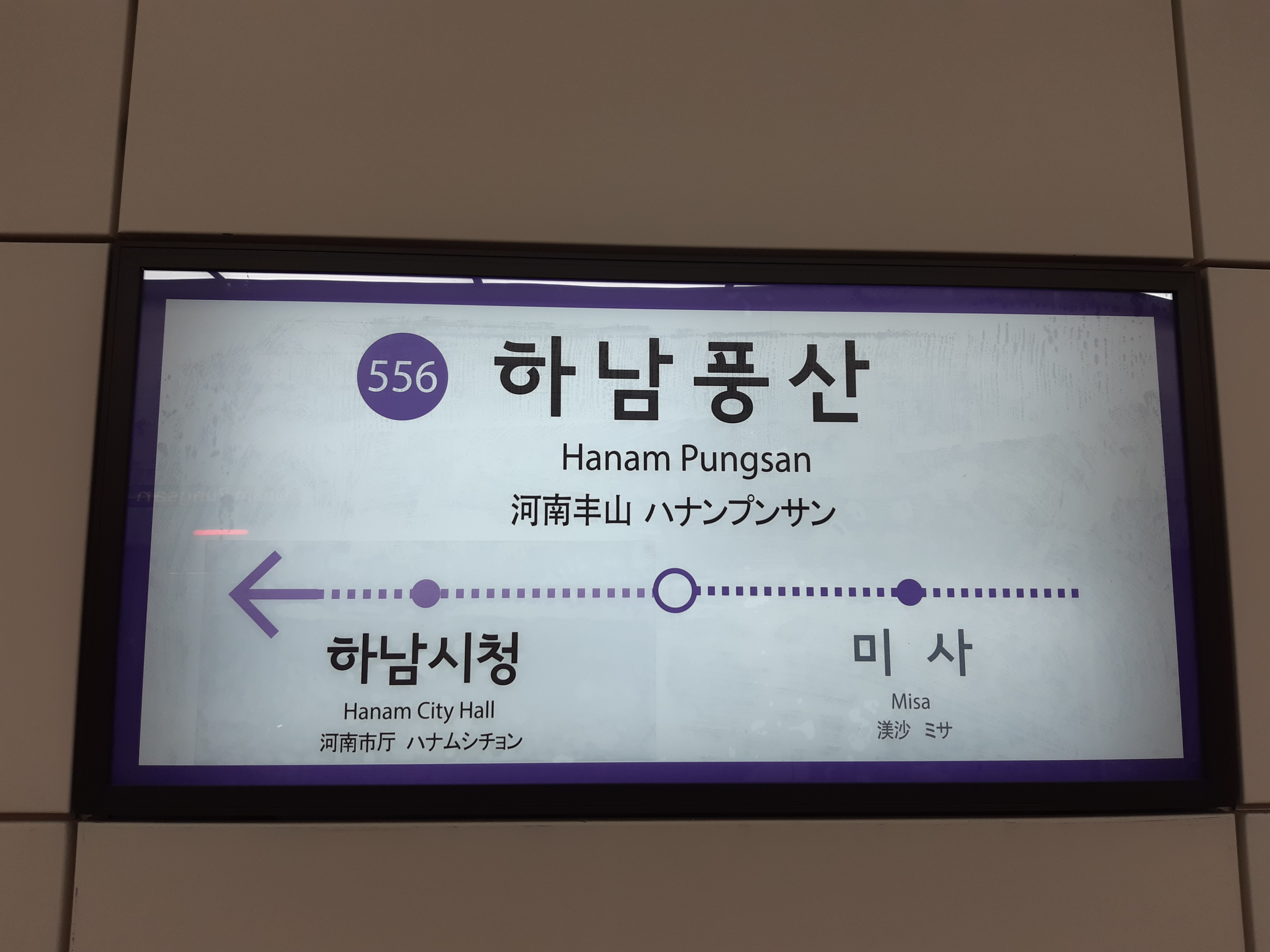
站名牌
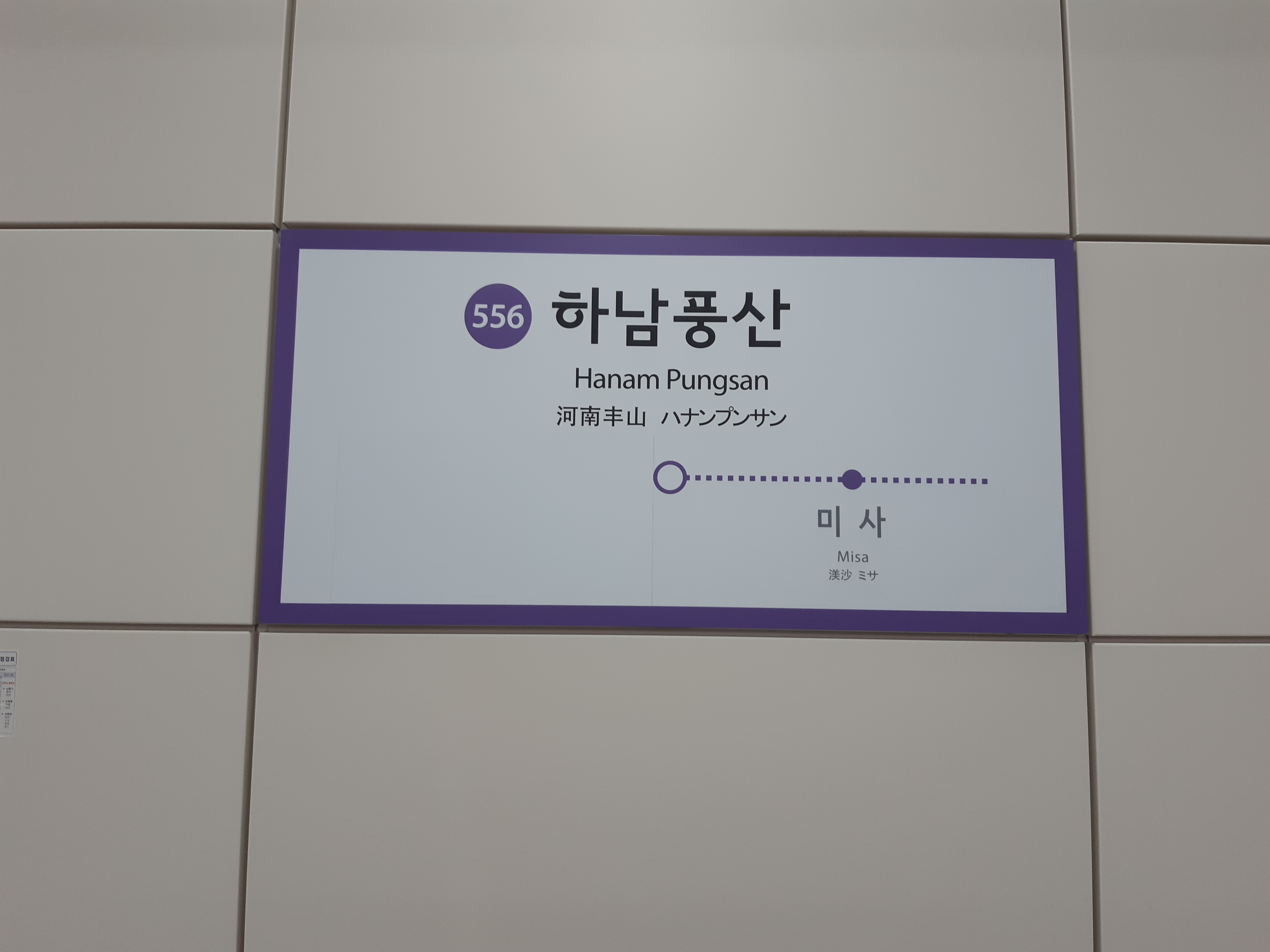
站名牌（更新前）
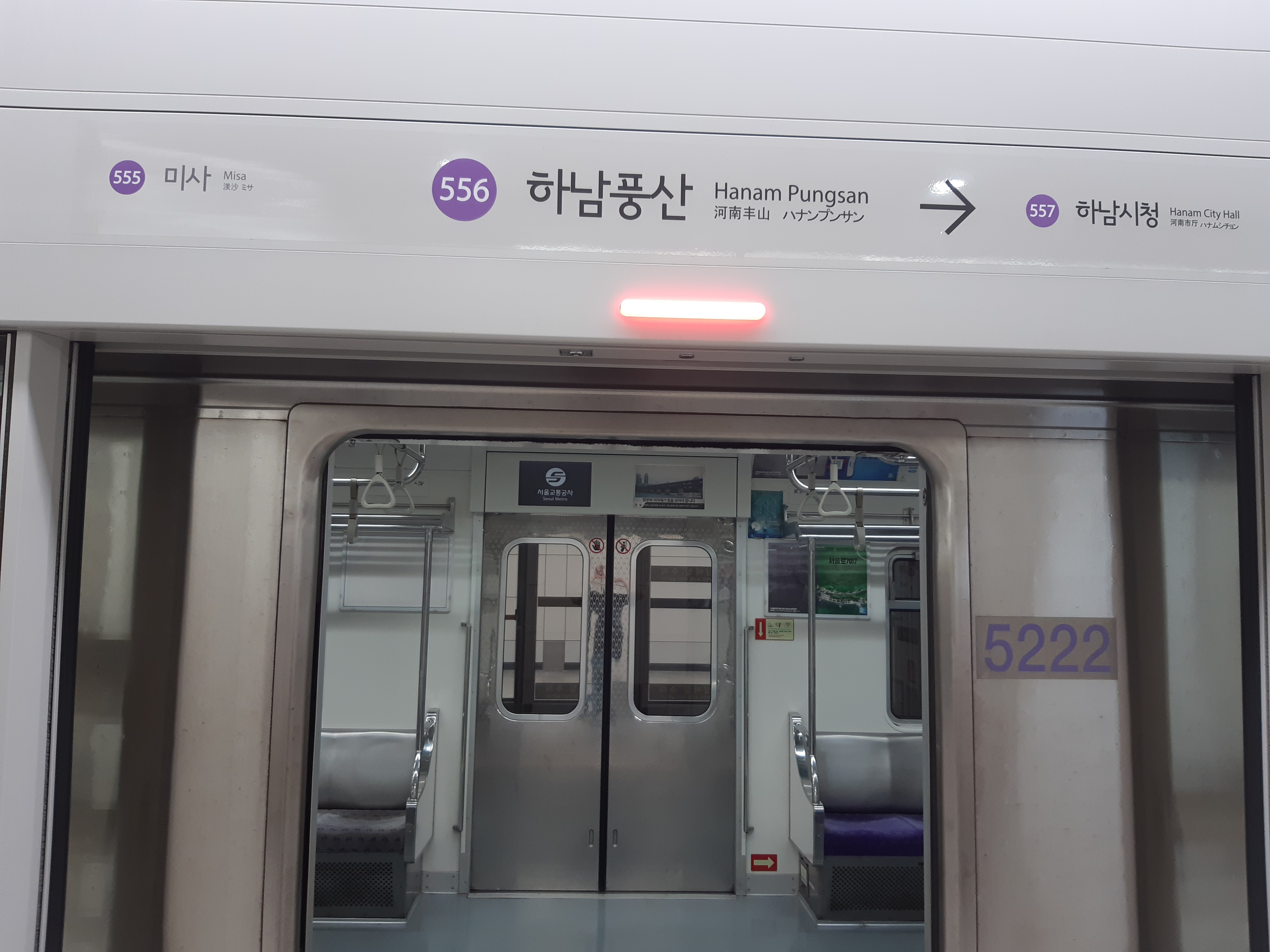
月台門
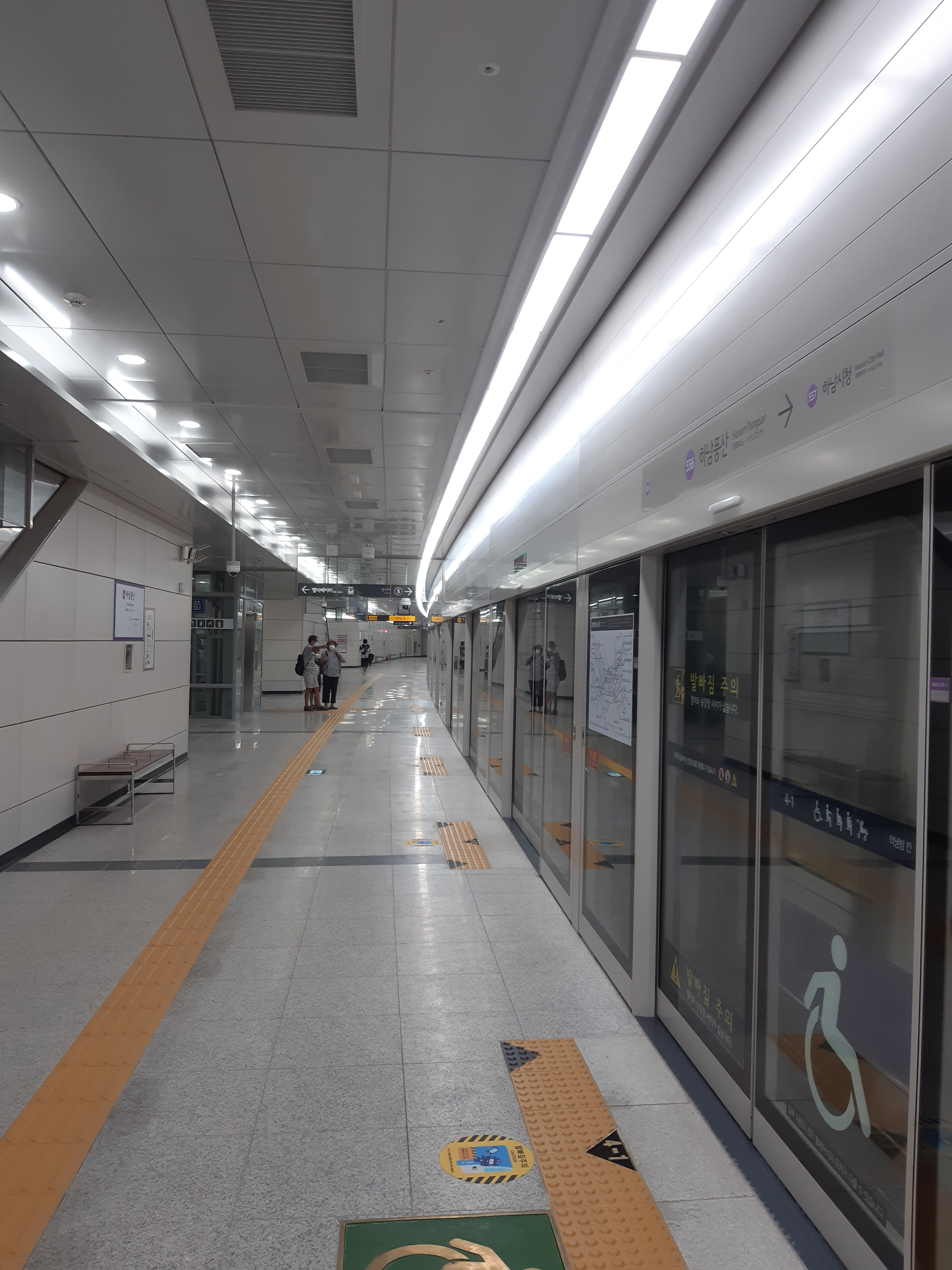
候車月台

## 相鄰車站
首爾交通公社
●首都圈電鐵5號線
渼沙（555）－河南豐山（556） －河南市廳（557）